# Athoracophoridae
Athoracophoridae P. Fischer, 1883 (1860) è una famiglia di molluschi gasteropodi polmonati dell'ordine Stylommatophora. È l'unica famiglia della superfamiglia Athoracophoroidea.

## Descrizione
Sono gasteropodi privi di conchiglia o con conchiglia vestigiale ridotta a piccoli depositi calcarei che si trovano nello spessore del mantello.
Molte specie di questa famiglia hanno un disegno sulla loro superficie dorsale che ricorda le nervature di una foglia; da questa caratteristica deriva il loro nome comune in inglese leaf-veined slugs.

## Distribuzione e habitat
La famiglia è diffusa in un'area del Pacifico sud-occidentale che comprende la Nuova Guinea, l'Australia orientale, l'arcipelago di Bismarck, le isole dell'Ammiragliato, le Nuove Ebridi, la Nuova Caledonia, la Nuova Zelanda e alcune isole sub-antartiche.

## Tassonomia
La famiglia comprende 5 generi in due sottofamigle:
- Sottofamiglia Aneitinae Gray, 1860
  - Aneitea Gray, 1860
  - Triboniophorus Humbert, 1863
- Sottofamiglia Athoracophorinae P. Fischer, 1883
  - Athoracophorus A. A. Gould, 1852
  - Palliopodex Burton, 1963
  - Pseudaneitea Cockerell, 1891